# Manden med Dukkerne
Manden med Dukkerne er en dansk stumfilm produceret af Nordisk Films Kompagni. Filmens instruktør er ukendt.

## Handling
En tryllekunstner har konstrueret nogle store menneskelignende dukker, der bevæger sig, når han spiller på sin trylleviolin. Dukkerne stikker af, men tryllekunstneren får dem tilbage igen og sørger for, at de ikke kan stikke af igen.